# Asesinato de Danielle Jones
El asesinato de Danielle Jones (16 de octubre de 1985 - 18 de junio de 2001) fue un caso de asesinato ocurrido en Inglaterra en el cual no se encontró un cadáver, y la condena se basó en evidencia de análisis forense de mensajes de texto enviados al teléfono móvil de la víctima. Danielle Sarah Jones,  fue vista con vida por última vez el 18 de junio de 2001; su cuerpo nunca fue hallado.
El tío de Jones, Stuart Campbell, un constructor, fue condenado por secuestro y asesinato el 19 de diciembre de 2002. Campbell fue sentenciado a cadena perpetua por el asesinato como también a 10 años por el secuestro.
Luego del juicio, una controversia se originó cuando se reveló que Campbell ya poseía otras condenas por ataques indecentes a otras jóvenes de similar edad. El uso de análisis forense de los mensajes de texto en el caso provocó investigaciones sobre su uso en otros casos.

## Desaparición e Investigación
Danielle fue vista por última vez cerca de su hogar en Tilbury del Este, en la mañana del 18 de junio de 2001, mientras caminaba a la parada del autobús.
Las sospechas cayeron sobre Campbell casi inmediatamente y fue arrestado por primera vez el 23 de junio de 2001, cinco días después que Jones desapareciera. Los detectives habían demorado su arresto mientras contemplaban la posibilidad de poner en peligro la vida de Jones, bajo la presunción de que ella continuaba con vida y que estaba siendo retenida en contra de su voluntad, al hacer que Campbell guiara a la policía hacia ella. Durante los interrogatorios policiales, Campbell se mostró poco cooperativo. En una entrevista de 20 minutos con la policía, Campbell se rehusó a responder más de 50 preguntas.
Las investigaciones incluyeron varias apelaciones al público por información, incluida una reconstrucción en el programa de televisión de la BBC "Crimewatch". Durante el proceso, más de 900 oficiales de policía y voluntarios buscaron en más de 1500 lugares para localizar el cuerpo de Jones.

## Juicio por asesinato
La policía que investigó la desaparición de Jones estaba convencida, al segundo mes de su desaparición, que había sido asesinada, y el 17 de agosto de 2001 volvieron a arrestar a Campbell bajo la sospecha del crimen, luego de encontrar "evidencia significativa" -una decisión inusual que tomaron en un caso donde el cuerpo de la víctima no fue hallado.
Un superintendente de la policía dijo a la BBC que Campbell había "desarrollado una relación con Danielle que era ciertamente inapropiada y probablemente ilegal". Jones aparentemente había tratado de terminar esa relación, pero Campbell se resistió. Para el 14 de noviembre de 2001, el Servicio de Procesamiento de la Corona, decidió que la policía ya tenía bastante evidencia para procesar a Campbell por asesinato, incluso sabiendo que sería difícil asegurar una condena sin un cuerpo.
El 14 de octubre de 2002, Campbell fue enjuiciado por secuestro y asesinato, habiendo pasado 11 meses en espera. El caso se basó en varias evidencias. Jones había desaparecido sin contactar a sus padres y había sido vista hablando con un hombre en una Ford Transit azul parecida a la de Campbell en la mañana de su desaparición. El análisis de ropa manchada con sangre descubierta en el loft de Campbell arrojó coincidencias de ADN tanto de él como de su sobrina; también se halló en la casa de Campbell un lápiz labial que había sido usado por Jones. Un diario íntimo en posesión de Campbell reveló una obsesión con mujeres adolescentes, con testimonios de que Campbell había manipulado a varias jóvenes para posar desnudas en sus fotografías.

HOLA STU GRAX X SER TAN LINDO ERES EL MEJOR TÍO! DILE A MAMI Q LO SIENTO MUCHO. T QUIERO MUCHO. DAN XXX
El mensaje de texto que Campbell alegó haber recibido por parte de Jones. El mensaje fue escrito en mayúsculas, mientras que Danielle habitualmente escribía en minúsculas

Archivos almacenados en la Central de Conmutación Móvil demostraron que la coartada que Campbell había usado (estar en una tienda que se encontraba a media hora de viaje, en Rayleigh), era falsa, y que los teléfonos móviles de este y Jones habían estado ambos en el mismo rango de una sola torre de comunicaciones al momento en que un mensaje había sido supuestamente enviado por Jones a Campbell. Esto, junto con la evidencia de los análisis forenses indicaron que Campbell había sido el que escribió el mensaje, no Jones, acentuando así el hecho de que Campbell había pretendido hacer creer que ella aún continuaba con vida.
Campbell fue hallado culpable de ambos cargos el 19 de diciembre de 2002, y fue sentenciado a cadena perpetua por el asesinato, a ser aplicada paralelamente a una sentencia de 10 años de prisión por el secuestro. La Corte Suprema luego ordenó que Campbell debía permanecer en prisión un mínimo de 20 años antes de ser considerado para libertad condicional, lo cual significa que siguió en prisión hasta noviembre de 2021, con la edad de 63 años.

## Repercusiones del juicio
Luego de su juicio, se reveló que en 1989 Campbell había recibido una sentencia suspendida por retener a la fuerza, en su hogar, a una joven de 14 años y tomarle fotos indecentes.
El uso de mensajes de texto como evidencia en el juicio llevó a un grupo de investigadores de la Universidad de Leicester a comenzar a estudiar los diferentes estilos de mensajes de texto bajo la hipótesis de que la investigación forense de dichos mensajes podrían ayudar a resolver casos criminales en el futuro.
En 2004 se le permitió a Campbell apelar su condena basado en los hechos de que la evidencia de su obsesión con Jones y su interés en jóvenes debería haber sido excluida de su juicio y que además uno de los jurados, un vecino que era oficial de policía y que estuvo involucrado en el caso, debía haber sido descartado. La apelación fue rechazada en 2005 por la Corte de Apelaciones.
El 28 de julio de 2005, una pesquisa sobre la desaparición de Jones fue llevada a cabo por la oficina forense, arrojando un veredicto de homicidio ilegítimo. Las entrevistas de la policía con Campbell en prisión reportaron que Campbell no había hablado sobre la localización del cuerpo de Jones.
En mayo de 2017 Essex y las fuerzas policiales de Kent iniciaron una búsqueda en una manzana de garajes residenciales en Stifford Clays, Thurrock, luego de recibir nueva información y aseguraron no haber desistido en la búsqueda del cuerpo. Se reportó que información similar con respecto a una actividad sospechosa en esa zona se había recibido al momento de la desaparición de Jones, pero que no se había seguido la pista. Un portavoz de la policía de Essex dijo que cuartel estaba "trabajando para averiguar porqué esa información no se había seguido como parte de la investigación original." Luego se anunció que no se había producido ningún descubrimiento.

## Otros casos
Se han indicado similitudes entre este caso y el caso de asesinato de Hannah Williams, citando las disparidades en la cobertura de los medios de ambos casos como un ejemplo del "sindrome de la mujer blanca desaparecida". Jewkes cita la cobertura de los medios del caso Jones como un ejemplo de la "erotización" de los medios hacia la víctima en tales casos, apuntando a los reportes que los medios daban sobre la relación de índole sexual entre la víctima y su asesino, y la publicación de fotografías de la vestimenta de la víctima.

## Otras lecturas
- «The Danielle Jones inquiry». London: Guardian News and Media Limited. 17 de agosto de 2001.
- «The Saturday Interview: Prof Malcolm Coulthard – Killer trapped by text message blunders». 2 de julio de 2005. Archivado desde el original el 13 de abril de 2018. Consultado el 12 de abril de 2018. – an interview with the expert witness who testified at the trial
- Jenkins, C. (31 de enero de 2003). «Stuart Campbell thought technology would stop the police proving that he murdered his niece, Danielle Jones. Instead, it proved his downfall. (Detective's Casebook)». Police Review (Police Review Publishing Co. Ltd): 28-29.
- David Sapsted (19 de diciembre de 2002). «The killer». London: Telegraph Media Group Limited.

- Datos: Q6937835